# Gnathopalystes
Gnathopalystes là một chi nhện trong họ Sparassidae.